# Смольково (Самарская область)
Смольково — село в Исаклинском районе Самарской области, входит в состав сельского поселения Ключи.

## География
Село находится на берегу реки Малый Суруш, на расстоянии примерно 13 км к западу от села Исаклы, административного центра района.

### Часовой пояс
Село Смольково, как и вся Самарская область, находится в часовой зоне МСК+1. Смещение применяемого времени относительно UTC составляет +4:00.

## История
Село основано чувашами в 1750 году.

## Население
| 2010 |
| ---- |
| 227  |

### Национальный состав
Согласно результатам переписи 2002 года, в национальной структуре населения русские составляли 89 % из 267 чел.